# 1922 Konyaspor

Vereinswappen welches bis zur Namensänderung in Anadolu Selçukluspor zum Saisonstart 2012/13 verwendet wurde

1922 Konyaspor bzw. seltener 1922 Konyaspor Kulübü ist ein türkischer Fußballverein aus der zentralanatolischen Stadt Konya. Die Mannschaft spielt derzeit in der türkischen TFF 2. Lig und hat die Vereinsfarben sind blau-grün. Der Klub ist dadurch entstanden, dass der Sportverein Konya Şekerspor seine Fußballsparte mit Konyaspor zu Torku Konyaspor fusionierte und die Anadolu Selçukluspor zur Nebenmannschaft Torku Konyaspors wurde. Der Sportverein Konya Şekerspor ist weiterhin im Ringen und mit Konya Torku Şeker Spor-Vivelo auch im Radsport aktiv. Im Sommer 2014 wurde der Klubname von Anadolu Selçukluspor auf Anadolu Selçukspor geringfügig geändert.

## Geschichte

### Fusion mit Konyaspor und Umbenennung
Konya Şekerspor fusionierte im Juli 2012 mit dem Zweitligisten Konyaspor zu Torku Konyaspor. Die Wettbewerbsrechte von Konya Şekerspor in der TFF 2. Lig wurden nicht aufgegeben. Stattdessen wurde der Verein in Anadolu Selçukluspor umbenannt und wird in Zukunft als Nebenmannschaft Torku Konyaspors in der 2. Lig auflaufen.
Der neue Name Anadolu Selçukluspor ist eine Anspielung auf das Sultanat der Rum-Seldschuken. Dieses Sultanat wird, ähnlich dem neuen Vereinsnamen, in der Türkei auch als Anadolu Selçuklu Devleti (dt.: anatolisch-seldschukischer Staat) bezeichnet; es hatte seinen Hauptsitz in der Provinz Konya. Die Provinz wird geschichtlich mit diesem Sultanat assoziiert.

### Erneute Namensänderung
Vor der Saison 2014/15 wurde der Namen von Anadolu Selçukluspor in Anadolu Selçukspor geringfügig geändert. Vereinsfarben und Logo wurden beibehalten und lediglich der Namensschriftzug im Logo an den neuen Namen angepasst. Am 1. Juni 2019 wurde Anadolu Selçukspor zu 1922 Konyaspor.

## Trainer (Auswahl)
- Zafer Turan
- Abdurrahman Baysangur

## Präsidenten (Auswahl)
- Mehmet Günbaş
- Muhammet Zahir Renklibay